# 225P/LINEAR
225P/LINEAR è una cometa periodica appartenente alla famiglia delle comete gioviane. La cometa è stata scoperta il 3 ottobre 2002, la sua riscoperta il 28 agosto 2009 ha permesso di numerarla.